# Jacob H. Stewart

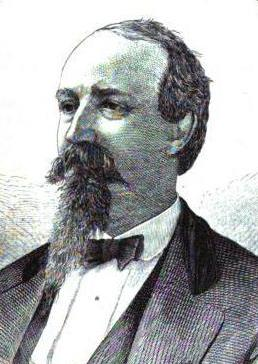
Jacob H. Stewart

Jacob Henry Stewart (* 15. Januar 1829 in Clermont, Columbia County, New York; † 25. August 1884 in Saint Paul, Minnesota) war ein US-amerikanischer Politiker. Zwischen 1877 und 1879 vertrat er den Bundesstaat Minnesota im US-Repräsentantenhaus.

## Werdegang
Noch in seiner frühen Jugend zog Jacob Stewart mit seinen Eltern nach Peekskill im Westchester County. Dort besuchte er die öffentlichen Schulen. Dann studierte er an der Phillips Academy und danach am Yale College. Nach einem anschließenden Medizinstudium in New York City und seiner im Jahr 1851 erfolgten Zulassung als Arzt begann er in Peekskill in seinem neuen Beruf zu arbeiten.
Im Jahr 1858 zog Stewart nach Saint Paul in Minnesota. Dort wurde er 1856 Leiter der medizinischen Versorgung (Medical Officer) im Ramsey County. Gleichzeitig begann er als Mitglied der Republikanischen Partei eine politische Laufbahn. In den Jahren 1858 und 1859 saß er im Senat von Minnesota. Zwischen 1857 und 1863 war er als Surgeon General Gesundheitsminister von Minnesota. Während des Bürgerkrieges gehörte er als Mediziner dem Unionsheer an.
In den Jahren 1864 und 1868 sowie von 1872 bis 1874 war Jacob Stewart Bürgermeister der Stadt Saint Paul. Von 1865 bis 1870 fungierte er dort auch als Posthalter. Bei den Kongresswahlen des Jahres 1876 wurde er im dritten Wahlbezirk von Minnesota in das US-Repräsentantenhaus in Washington, D.C. gewählt, wo er am 4. März 1877 die Nachfolge von William S. King antrat. Da er im Jahr 1878 auf eine erneute Kandidatur verzichtete, konnte Stewart bis zum 3. März 1879 nur eine Legislaturperiode im Kongress absolvieren.
Nach seiner Zeit im US-Repräsentantenhaus wurde Jacob Stewart Leiter der Landvermessung in Minnesota. Diesen Posten bekleidete er zwischen 1879 und 1882. Danach arbeitete er wieder als Arzt. Er starb am 25. August 1884 in Saint Paul und wurde dort auch beigesetzt.